# Oldenlandia galioides
Oldenlandia galioides là một loài thực vật có hoa trong họ Thiến thảo. Loài này được (F.Muell.) F.Muell. mô tả khoa học đầu tiên năm 1882.